# Causa morbi inventa medici curationem esse inventam putant
 Causa morbi inventa medici curationem esse inventam putant лат. (изговор: кауза морби инвента медици курационем есе инвентам путант). Љекари сматрају да је лијечење нађено ако је нађен узрок болести. (Цицерон)

## Поријекло изреке
Изрекао у првом вијеку старе ере  римски  државник,  књижевник и   бесједник Цицерон.

## Тумачење
Љекари сматрају да успјех лијечења зависи од тачности дијагнозе.

## Пренесено значење
Деформација се може уклонити једино откривањем њених узрока!